# Obeah
L'Obeah (a volte indicato come Obi) è un termine utilizzato per indicare le pratiche magiche e religiose originarie dell'Africa centrale e occidentale, per questo motivo essa condivide diversi elementi, oltre che le sue origini, con altre pratiche magico-religiose quali Palo, Vudù e Santeria.
Questa particolare fede è praticata nel Suriname, Giamaica, Isole Vergini, Trinidad e Tobago, Guyana, Belize, nell'isola di Barbados e nelle Bahamas, oltre che in altre isole caraibiche.
Questa pratica magico-religiosa è associata sia alla magia bianca che nera ed in molte zone caraibiche essa si è mescolata con elementi di altre religioni quali quella cristiana e dell'induismo pūjā, anche se in maniera impropria diversi testi associano questa pratica con la religione di Thelema.

## Obeah in Giamaica
In Giamaica durante l'epoca della tratta degli schiavi diversi individui appartenenti a tribù e gruppi etnici diversi entrarono in contatto tra loro provocando anche situazioni conflittuali. I discendenti degli Ashanti dell'Africa occidentale che chiamavano i loro sacerdoti uomini myal utilizzavano la parola ashanti Obeah, che significa stregoneria, per indicare le pratiche magico-religiose dei discendenti dell'Africa centrale, fu così che da quel momento i fedeli provenienti dalle regioni del Congo vennero indicati con il nome di uomini Obeah ovvero stregoni.
Il termine Obeah finì in seguito per indicare qualsiasi oggetto rituale che veniva utilizzato nella magia nera e nella stregoneria. Tuttavia, a dispetto di questa sua temibile e negativa reputazione, anche l'Obeah contiene molti riti benefici e di benedizione, di cura del corpo e dell'anima e per una buona fortuna in amore e denaro.
Nel XIX secolo l'apparizione in cielo di una cometa scatenò una esplosione di crisi mistiche e di spiritualismo che sfociò spesso in marcate forme di millenarismo e di fanatismo religioso tra gli uomini Myal della Giamaica. In quello stesso periodo le correnti spiritistiche si stavano diffondendo in tutte le nazioni di lingua anglosassone e si collegarono con le credenze religiose dei popoli caraibici come loro propaggini naturali, soprattutto riguardo alla loro componente di culto e contatto con gli spiriti dei morti.
Durante il conflitto tra religione Obeah e Myal questi ultimi si posero come i buoni in contrapposizione agli stregoni malvagi della religione Obeah. Essi dichiararono che gli uomini Obeah rubavano l'ombra dei viventi e aiutavano coloro che volevano tornare dal regno della morte. Fu così che nacque un autentico movimento di accusa contro i sacerdoti Obeah istigata dai loro rivali Myal che organizzavano riti magici nei quali evocavano i morti perché testimoniassero delle pratiche malefiche degli stregoni Obeah.
Con il trascorrere del tempo le continue violenze dei praticanti Myal e il fallimento delle loro previsioni millenaristiche scatenarono la reazione del governo britannico che emanò leggi restrittive sia contro i Myal che contro l'Obeah, ma soltanto questa seconda fede sopravvisse come forma viva di pratiche e fedi religiose in Giamaica.